# Tusa, Sălaj
Tusa este un sat în comuna Sâg din județul Sălaj, Transilvania, România. Atestare documentară 1341 villa olacalis Thuzateluk.  .

## Obiective turistice
- Piatra Ciutei - situată la o altitudine de 750-800 m.[1]
- Peștera Ponorului.
- Izbucul Mare și Mic (cele două izvoare ale Barcăului).
- Păstrăvăria "Izvoarele Barcăului".

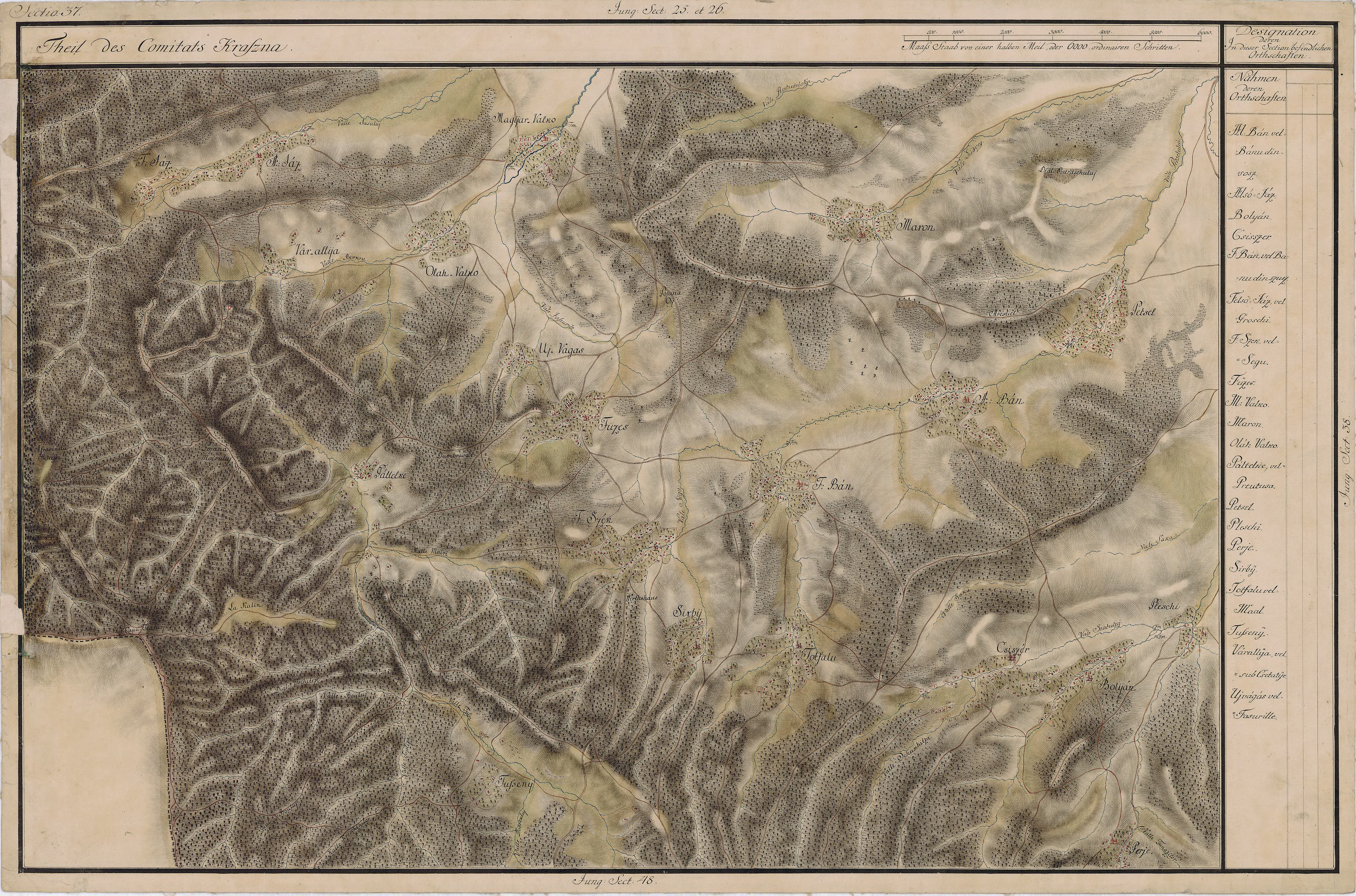
Tusa în Harta Iosefină a Transilvaniei, 1769-1773

- Cheile Barcăului.

## Legături externe
Materiale media legate de Tusa la Wikimedia Commons
 Acest articol despre o localitate din județul Sălaj este deocamdată un ciot. Puteți ajuta Wikipedia prin completarea lui.